# Paali
Paali est un village de la commune de Kambja du comté de Tartu en Estonie.
Au 31 décembre 2011, il compte 48 habitants.